# Alstroemeria angustifolia
Alstroemeria angustifolia este o specie de plante monocotiledonate din genul Alstroemeria, familia Alstroemeriaceae, descrisă de Herb..

## Subspecii
Această specie cuprinde următoarele subspecii:
- A. a. angustifolia
- A. a. velutina